# Ruská Kajňa, Humenné
Ruská Kajňa este o comună slovacă, aflată în districtul Humenné din regiunea Prešov. Localitatea se află la altitudinea de 203 m deasupra n.m., se întinde pe o suprafață de 5,11 km2 și în 2017 număra 107 locuitori.

## Istoric
Localitatea Ruská Kajňa este atestată documentar din 1582.

## Demografie
| An:                | 1994 | 2004    | 2014    | 2024   |
| ------------------ | ---- | ------- | ------- | ------ |
| Număr de persoane: | 169  | 134     | 111     | 100    |
| Diferență:         |      | −20,71% | −17,16% | −9,90% |

| An:                | 2023 | 2024   |
| ------------------ | ---- | ------ |
| Număr de persoane: | 101  | 100    |
| Diferență:         |      | −0,99% |